# Ciśnienie filtracyjne
Ciśnienie filtracyjne - ciśnienie będące siłą napędową ruchu (filtracji) płynu ze światła naczynia włosowatego do płynu tkankowego, obliczane jako różnica ciśnień hydrostatycznych krwi (ok. 30 mm Hg) i płynu tkankowego (ok. 3 mm Hg).
Filtracja płynu nie zależy tylko od wspomnianego gradientu ciśnienia hydrostatycznego, ponieważ krew (nie płyn śródmiąższowy) zawiera białka zatrzymujące wodę w naczyniu. Lepszą miarą zdolności filtracyjnej jest tzw. efektywne ciśnienie filtracyjne otrzymywane przez dodatkowe odjęcie ciśnienia onkotycznego białek osocza (ok. 25 mm Hg) od wartości ciśnienia filtracyjnego. Wyższe ciśnienie hydrostatyczne w tętniczym odcinku naczyń włosowatych wiąże się z dodatnią wartością efektywnego ciśnienia filtracyjnego i sprzyja filtracji. Przy niższym ciśnieniu hydrostatycznym w żylnym odcinku efektywne ciśnienie filtracji przybiera wartości ujemne, co sprzyja absorpcji płynu do światła naczynia.
Opisane siły określające filtrację (tzw. siły Starlinga), łącznie z reakcjami naczynioruchowymi w obrębie mikrokrążenia, decydują o wymianie płynu między krwią a tkankami.

Przeczytaj ostrzeżenie dotyczące informacji medycznych i pokrewnych zamieszczonych w Wikipedii.